# Samantha Fox
Samantha Fox (Samantha Karen Patricia Sam Fox; London, 15. travnja 1966.) je britanska pop pjevačica i fotomodel.
Rođena u londonskom East Endu 1966., Fox je preko noći postala senzacijom nakon fotografiranja u toplesu za slavnu treću stranicu britanskog tabloida Sun. Imala je samo 16 godina. Dotad se već mogla pohvaliti osvojenim drugim mjestom na natjecanju ljepote Face Shape of ’83 (sasvim obučena), a onda su fotografi otkrili da ima drugih kvaliteta koje kamera voli.
Visoka samo 153 cm, Fox nije bila idealna za modne piste. No fotogenična tinejdžerica koja se mogla podičiti mjerama 90-60-90 (i to bez kirurških intervencija) ubrzo je postala uspješan profesionalni model i snimala duplericu za duplericom. Na njezinim službenim web stranicama navodi se kako je, uz princezu Dianu i Margaret Thatcher, bila "najfotografiranija žena u Britaniji".
Nakon četiri godine poziranja ispunila je sve ugovorne obveze i preselila se na pozornicu i u studio. Nije bila jedina koja je kasnih osamdesetih nakon modeliranja uspjela u karijeri pjevačice – osim nje u približno istom razdoblju tako je bilo i s Whitney Houston. No, više poput Vanesse Williams, Fox je na početku svoje glazbene karijere već bila itekako slavna (i poznata po razodijevanju).
U svakom slučaju glazba je za Samanthu već bila poznati teren, jer je još od malih nogu bila negdje oko pozornice. U dobi od pet godina pohađala je kazališnu školu, a kad joj je bilo deset nastupila je u BBC-evom komadu prilagođenom za televiziju. Do 15. godine već je potpisala ugovor za snimanje ploče, no tad se već počela baviti modeliranjem pa ipak nije došlo do realizacije.
Fox je uvijek bila poznatija po svojoj figuri nego po glazbenom talentu, no dok njezina glazba nije imala neku vrijednost u usporedbi s, primjerice, glazbom Dolly Parton u osamdesetima, njezine su se ploče prodavale kao lude. Unatoč tome što je britanski Channel Four uvrstio njezin debitantski album Touch Me (1986.) u listu "100 najgorih pop ploča svih vremena", naslovna pjesma je i danas klupski klasik. Dosegla je top-pet u Americi i bila jednom od njezinih mnogih Top Ten hitova u Velikoj Britaniji i SAD-u. Touch Me je također jedan od njezina četiri albuma koji se popeo na vrhove ljestvica u 15 zemalja.
Samanthina slava dosegla je svjetske razmjere i slijedile su turneje diljem Europe, Australije, Izraela, Južne Amerike i Azije. U Indiji je nastupala pred oko 70 000 ljudi u tri grada, oborivši time rekord koji je dotad držao Bruce Springsteen. O sebi kaže da je "prva zapadnjakinja koja se pojavila u Bollywoodskom filmu" i čak je dobila nagradu od Majke Tereze. 1996. joj je zabranjen nastup na dobrotvornom koncertu u Calcutti jer se lokalna policija bojala da bi mogla izazvati nerede.
Gomile obožavatelja bile su fascinirane njezinim pjesmama, uključujući hitove poput Naughty Girls (Need Love Too), I Wanna Have Some Fun. Druge pjesme provokativnih naziva iz njezinog glazbenog kataloga jesu i Do Ya Do Ya (Wanna Please Me), I Surrender (To the Spirit of the Night) i Hurt Me Hurt Me (But the Pants Stay On). Nemaju svi naslovi dodatke u zagradama – tu su i Pleasure Zone, Deeper i All Day and All Night, no i one su tipične predstavnice Samanthinog pikantnog stila.

## Diskografija
- Touch me (1986.)
- Samantha fox (album) (1987.)
- I wanna Have some fun (1988.)
- Just one night (1991.)
- Greatest Hits (1992.)
- 21st Century Fox (1998.)
- Watching You, Watching Me (remix albuma 21st Century Fox) (2002.)
- Angel with an Attitude (2005.)
- Greatest Hits (2009.)
- Play It Again, Sam: The Fox Box (kompilacija) (2017.)

## Vanjske poveznice
- Službene stranice  Arhivirana inačica izvorne stranice od 2. svibnja 2010. (Wayback Machine)